# Concorde civile
Pour les articles homonymes, voir Concorde.
Concorde civile (en arabe : الوئام المدني, prononcé al-oui'am al-madani) est une loi de « grâce amnistiante » qui a été soumise par le président Abdelaziz Bouteflika avec l'assentiment de l'armée au parlement, qui l'adopte le 8 juillet 1999. Cette loi vise au début à réintégrer dans la vie civile ceux qui ont manifesté leur volonté de renoncer à la violence armée et à amnistier ceux qui ont été impliqués dans les réseaux de soutien aux groupes terroristes durant la tragédie nationale de la décennie noire.  
Les partis de l'opposition, embarrassés à l'idée d’appeler à voter « contre la paix », ne donnent pas de consignes à leurs sympathisants. Le projet de loi pour « la Concorde civile » est plébiscité par voie référendaire à 90 % de votants, le 16 septembre 1999.
Le 15 août 2005, le président Bouteflika annonce un nouveau référendum sur la « Charte pour la paix et la réconciliation nationale » six ans après l’adoption de la loi sur la « Concorde civile » qui prévoyait déjà l’abandon définitive des poursuites judiciaires contre les islamistes qui déposeraient les armes et qui sont non coupables de crimes de sang, de viols et d'attentats à l'explosif dans les lieux publics. Plus de 6 000 islamistes descendent du maquis et regagnent leurs foyers.

## Histoire
Abdelaziz Bouteflika, revenu d'un long exil en Moyen-Orient fut considéré par les chefs militaires comme le meilleur candidat à la présidence pour assurer le retour à la paix après une longue et terrible guerre civile connue sous le nom « décennie noire » et qui a fait plus de cent cinquante mille morts, des milliers de disparus, un million de personnes déplacées, des dizaines de milliers d'exilés et plus de vingt milliards de dollars de dégâts,.
Abdelaziz Bouteflika remporta quatre élections présidentielles successives en 1999, en 2004, en 2009 et en 2014 avec des pourcentages croissants et contestés par l'opposition, mais en bénéficiant d'une volonté presque générale de retour à la paix.
Ainsi le président réussit à consolider son pouvoir sans faire disparaître pour autant de nombreuses manifestations de mécontentement. Son grand œuvre fut la loi sur la concorde civile, qui prenait la suite de l’ordonnance du 25 février 1995 initiée par l'ancien président Liamine Zeroual, et qui fut adoptée par le parlement le 8 juillet 1999, puis massivement approuvée par plus de 90% de votants le 16 septembre 1999. Cette loi prévoyait « l’amnistie de ceux qui avaient été impliqués dans les réseaux de soutien aux groupes armées et autres destructions de biens et d’équipements.» 
Cette loi fut critiquée aussi bien par les islamistes qui la considèrent comme insuffisante que par leurs adversaires les plus résolus qui la trouvèrent plus laxistes. Et les critiques redoublèrent quand le décret présidentiel du 13 janvier 2000 accorda une amnistie totale aux membres de l'Armée islamique du salut (AIS), qui avaient cessé le feu le 1er novembre 1997 et confirmé leur décision de rendre les armes le 4 juin 1999. En six mois environ 5 500 membres des groupes armés se seraient rendus, parmi lesquels 1 000 auraient bénéficié de l’amnistie présidentielle et les autres de la loi sur la concorde civile, mais ces dispositions suscitèrent des critiques parce que le décret présidentiel permettait une amnistie totale de faits pour lesquels d'autres personnes avaient été jugées et condamnées, ce qui poussaient les uns à refuser la trop grande indulgence du décret présidentiel et les autres à réclamer une amnistie générale comme Abassi Madani dans une lettre au président datée de juin 1999.
À ces critiques s'ajoute la colère des familles de disparus qui demandèrent, en vain, une prise en compte de leurs doléances. En septembre 2003 le président Bouteflika chargea le président de la Commission nationale consultative pour la promotion et la prévention des droits de l'homme Frouk Kesentini, de lui proposer des recommandations. Celui-ci remit, son rapport en octobre 2005, qui reconnaissait la disparition de 6 146 personnes durant la « décennie noire ».

### Charte pour la paix et la réconciliation nationale
L’année 2005 a été marquée en Algérie par l’organisation d’un référendum, décidé par le président dans la précipitation et visant à rétablir la réconciliation nationale et mettre fin à la violence en tournant la page du terrorisme. La « Charte pour la paix et la réconciliation nationale » proposée s’inscrit dans la poursuite de la loi sur la « Concorde civile ».  
Ce projet de charte a été rendu public, sans débat, moins de vingt-quatre heures seulement après le discours présidentiel. La Charte permet « l’absolution définitive des islamistes non coupables, l'atténuation des peines qui écarte la peine capitale et la perpétuité à condition qu'ils se rendent aux autorités dans un délai de six mois après la promulgation de la loi, mais interdit d’activité politique ceux qui ont utilisé la religion à des fins de prise du pouvoir par la violence. Sont exclues du bénéfice des dispositions de la Charte les personnes détenues condamnées définitivement pour avoir commis ou qui ont été les complices ou les instigatrices de massacres collectifs, de viols ou d'utilisation d'explosifs dans les lieux publics ».  
Les Algériens étaient appelés le 29 septembre 2005 à voter « oui » ou « non » pour un texte qui donnait mandat au chef de l’État d’agir en leur nom pour mettre fin définitivement à la violence. Le référendum ratifiant les textes d’applications de la « Charte pour la paix et la réconciliation nationale » qui entrèrent en vigueur, le 2 mars 2006 et un nouveau délai de six mois (jusqu’à la fin août 2006 fut fixé pour permettre aux derniers groupes armés de se rendre à fin d'en bénéficier.) 
Sa mise en application en 2006 s’est traduite par la libération de plus de 1 500 islamistes condamnés pour terrorisme dont Abdelhak Layada, l'un des 35 membres fondateurs du « Groupe islamique armé » (GIA) dont il fut durant moins d'un an le chef (1992/1993) et condamné à mort en 1993. La charte précise la création d'une aide pour les veuves et les orphelins des membres des groupes armés tués. Elle proposait aussi de reconnaître le droit à des réparations aux familles des disparus. Ces mesures prévoyaient aussi une amnistie complète pour les membres des forces de sécurité (tous les corps confondus) ils exonèrent des abus des exactions délictueux qu'ils ont commis. Après leur l'adoption toutes plaintes contre eux seraient considérées comme irrecevables.
L'article 46 de l'ordonnance d'application prévoyait aussi «...l'emprisonnement de trois à cinq ans et d'une amende de 250 000 DA à 500 000 DA, quiconque qui, par ses déclarations, écrits ou tout autre acte, utilise ou instrumentalise les blessures de la tragédie nationale, pour porter atteinte aux institutions de la République algérienne démocratique et populaire, fragiliser l'État, nuire l'honorabilité de ses agents qui l'ont dignement servie, ou ternir l'image de l’Algérie sur le plan international. Les poursuites pénales sont engagées d'office par le ministère public. En cas de récidive, la peine prévue au présent article est portée au double. ».

### Critiques
La charte fait l'objet d'une vive controverse et fut dénoncée vigoureusement par les partis de l'opposition. D'après les associations pour la défense des familles de disparus, les victimes du terrorisme et les associations de défense des victimes des agents de l'État « le principal défaut de la charte est de fermer la porte à la clarification et aux procès judiciaires contre les auteurs des crimes et la violation des droits de l'homme. Ce manque de transparence empêche les familles d'identifier les responsables et de connaitre les circonstances des crimes commis sur leurs proches »
Un séminaire intitulé « Pour la vérité, la paix et la réconciliation », qui a constitué 8 000 dossiers de disparus par le Collectif des familles de disparus, qui devait se tenir à Alger en février 2007 fut interdit au nom de l'article 46 de l'ordonnance 06-01 de mise en œuvre de la Charte pour la paix et la réconciliation nationale.

### Bilan de la Charte pour la paix et la réconciliation nationale
Grâce aux dispositions prévues dans la Charte, 6 000 islamistes descendent des maquis et regagnent leurs foyers et 2 200 prisonniers accusés d'actes terroristes ont été libérés.  D'après la Commission nationale consultative de promotion et de protection des droits de l'homme (CNCPPDH) estime qu'environ 300 membres des groupes terroristes ont déposé leurs armes avant la fin août 2006. En outre, le président de la CNCPPDH a déclaré que sa commission a évalué à « 6 146 [les] cas réels de disparitions, sur la base de dossiers concrets. » De plus, le président de la CNCPPDH a indiqué, dans un article publié par le quotidien algérien La Nouvelle République, que les familles des disparus font face à certains « problèmes bureaucratiques » qui entraînent « d'énormes difficultés en matière de délivrance des pièces nécessaires à la constitution de leur dossier. » Selon les autorités algériennes, les dossiers d'indemnisation des 41 000 victimes de la violence terroriste sont étudiés par les autorités responsables.
Par ailleurs, en septembre 2006 et dans le cadre des dispositions prévues dans la Charte, plusieurs des « chefs islamistes » en exil sont rentrés au pays. De retour en Algérie, un des dirigeants de l'ex-FIS Front islamique du salut, a indiqué qu'il n'écarte pas la possibilité que son parti reprenne son combat politique, alors que, selon les dispositions de la Charte, toute activité politique est interdite aux « personne[s] responsable[s] de l'instrumentalisation de la religion ayant conduit à la tragédie nationale »
Seul un groupe armée qui rentrait alors en dissidence vis-à-vis du Groupe islamique armé (GIA), le Groupe salafiste pour la prédication et le combat (GSPC) a rejeté l'offre d'amnistie proposée par le gouvernement algérien et déclare qu'il va continuer à opérer dans le pays et réitère son allégeance à Al-Qaïda. Selon un article publié par le quotidien L'Expression, il y aurait de 600 à 900 membres de groupes terroristes encore en activité dans le maquis algérien, la majorité appartenant au GSPC, ces groupes armés sont installés « dans le maquis de Kabylie (Tizi Ouzou, Bouira, Boumerdès), de l'Est (Skikda, Jijel et Khenchela), de l'Ouest (Sidi Bel Abbès) ainsi que dans le Grand Sud ».

#### Collaboration d'anciens terroristes avec les services de sécurité
Certains anciens terroristes qui ont bénéficié d'une « grâce amnistiante » de la loi de la « concorde civile » coopèrent avec les services de sécurité comme le cas de Hassan Hattab, un dissident du Groupe islamique armé (GIA) et fondateur du GSPC. Recherché activement par les forces de l'ordre, sa tête fut mise à prix 3 millions de dinars (l'équivalent de 28 000 euro), ordonnait massacres et tueries contre policiers, gendarmes, militaires et civiles, il s'est rendu aux autorités le 22 septembre 2007 dans le cadre de la « concorde civile » et depuis lors est devenu un allié précieux des services de sécurité, avec lesquels il tente de convaincre des jihadistes de déposer les armes et il exhorte ses anciens militants du GSPC, à se rendre dans le cadre de la « concorde civile ». La collaboration de cet ancien terroriste « a permis d'empêcher plusieurs crimes » selon Tayeb Belaiz, quand il était ministre de l'intérieur.

## Filmographie
- Le Repenti, de Merzak Allouache sorti en 2012.